# Francia Raisa
Francia Raisa Almendarez (sinh ngày 26 tháng 7 năm 1988) là một nữ diễn viên người Mỹ. Raisa nổi tiếng với vai diễn trong các phim Bring It On: All or Nothing, The Secret Life of the American Teenager và Grown-ish.

## Tiểu sử
Raisa sinh ra và lớn lên ở Los Angeles, California với mẹ Virginia Almendárez (nhũ danh Pelayo) và cha Renán Almendárez Coello, một phát thanh viên Mỹ. Cô là người gốc Mexico và Honduras. Cô có hai em gái. Một vài năm sau khi Raisa sinh ra, cha cô bắt đầu sử dụng nghệ danh phát thanh Latin mới của mình, "El Cucuy". 
Raisa theo học trường trung học Bishop Alemany ở Mission Hills, California, nơi cô là một hoạt náo viên.
Mùa hè năm 2017, Raisa tặng một quả thận cho bạn, nữ diễn viên và ca sĩ Selena Gomez, người bị bệnh lupus.